# Prumnopitys ferruginea

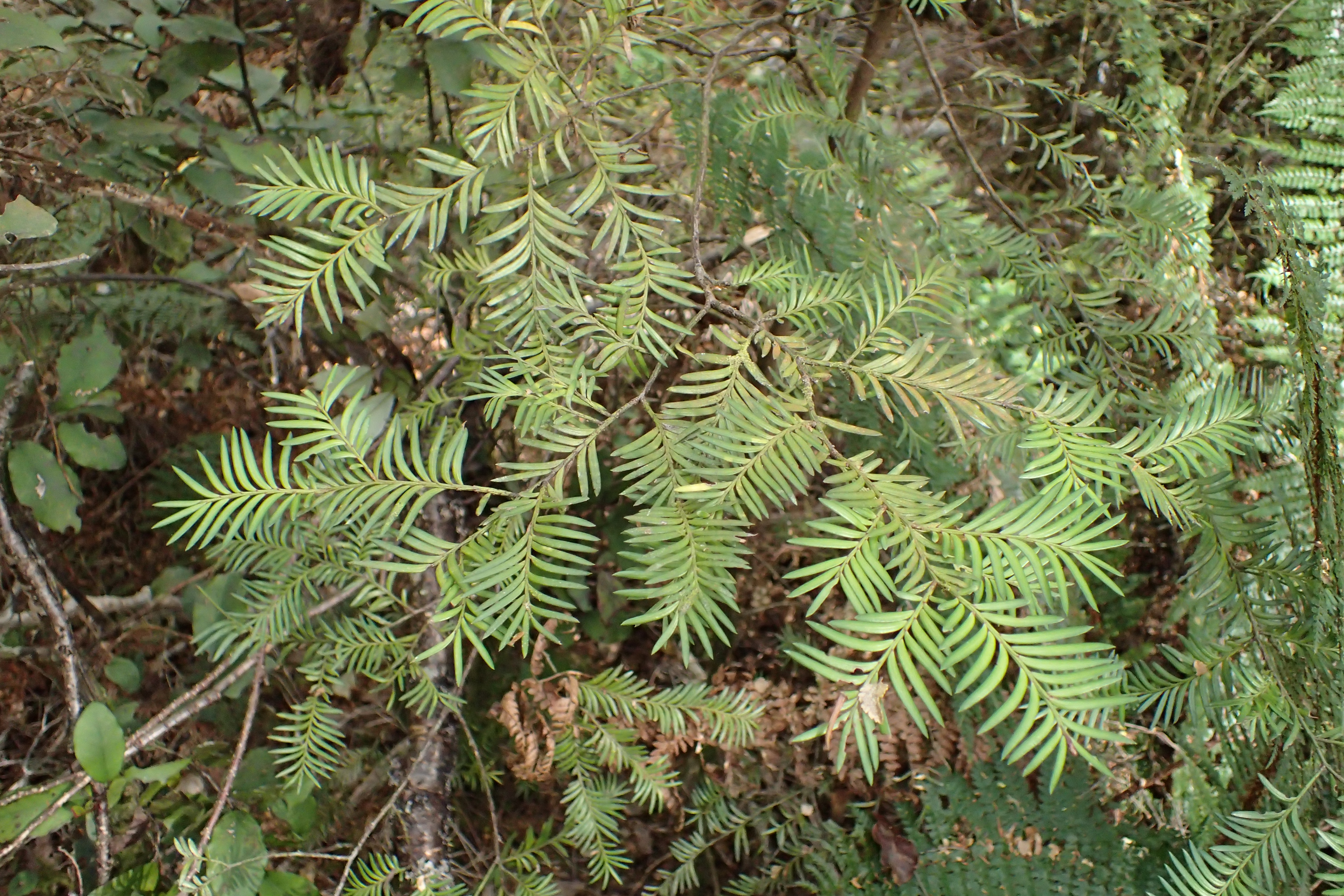
Listy

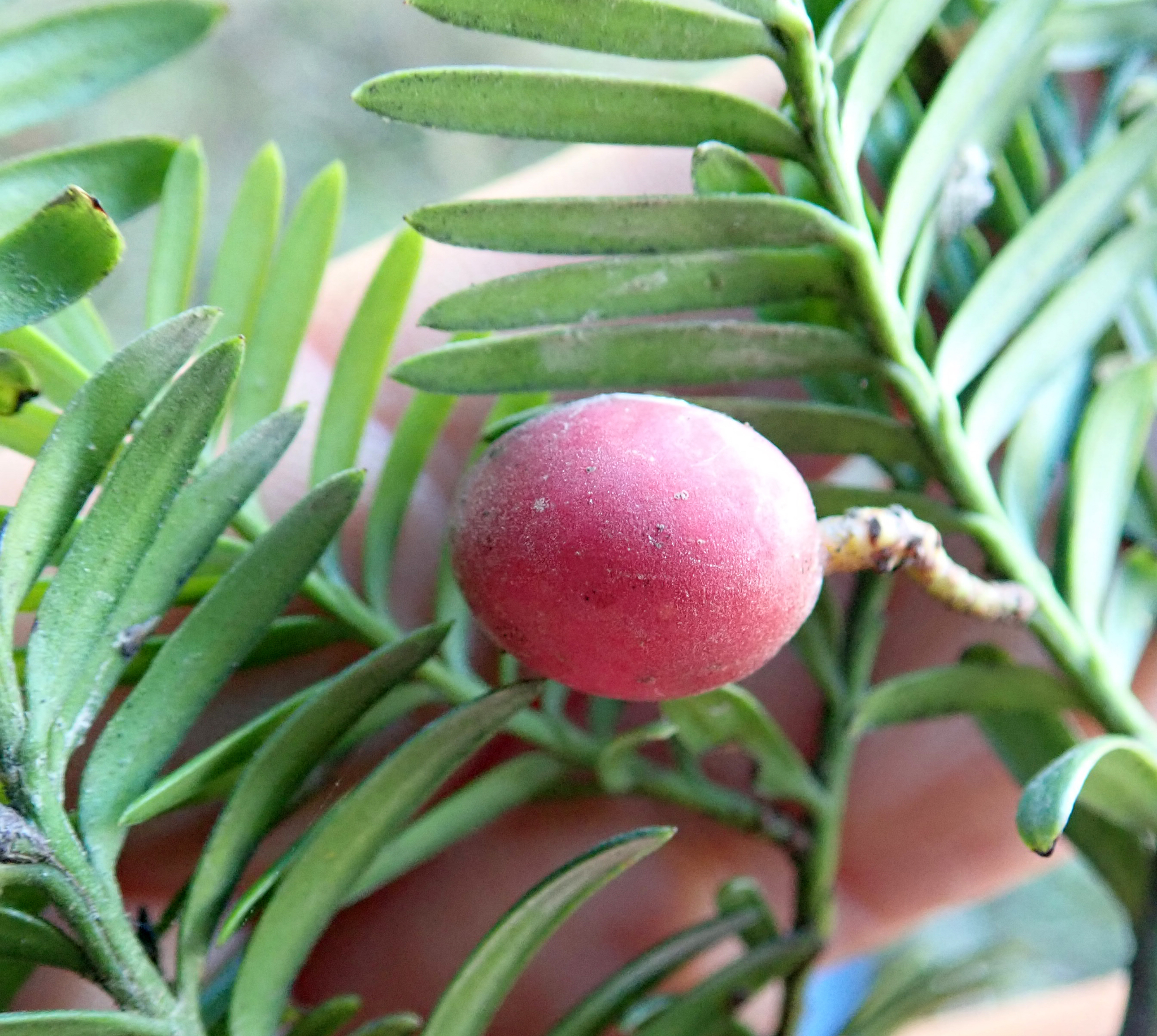
Plod

Prumnopitys ferruginea (maorsky miro) je stálezelený, dvoudomý strom, vyrůstá do výše téměř 25 m a má rovný kmen, jenž bývá v průměru až 1 m tlustý a je většinou od země do dvou třetin výšky bez větví. Roste často společně s velmi podobným druhem Prumnopitys taxifolia (maorsky mataī) na Novém Zélandu, kde jsou oba původními druhy a endemity. Jsou součásti starobylé čeledi nohoplodovitých, vzniklé asi před 100 miliony let a pamatující období společného superkontinentu Gondwany. Při jeho dělení, v období prvohor a druhohor, cestovaly jednotlivé druhy s novými kontinenty a rod Prumnopitys existuje na od sebe velmi vzdálených místech, v Jižní Americe, Austrálii, na Novém Zélandu i v Oceánii.

## Rozšíření
Tato dřevina se vyskytuje po velké části Nového Zélandu, roste na Severním i Jižní ostrově a taktéž na blízkém nevelkém Stewartově ostrově (maorsky Rakiura). Bývá nedílnou součásti vysokých, nohoplodovitých lesů vyskytujících se od nížinných oblastí nedaleko hladiny moře až po nadmořskou výšku okolo 1000 m n. m.

## Ekologie
Přirozeně roste ze semene v zastíněném podrostu po mnoho let velmi pomalu a čeká, až se rozvolní vrchlík lesa nad tím a dostane se mu většího podílu slunečního svitu, pak nabere na rychlosti růstu a záhy okolní stromy převýší. Zprůměrňované podmínky na místech výskytu ukazují roční teplotu okolo 10 °C, průměrné minimum v nejchladnějším měsíci +1 °C a roční srážky blízké 2400 mm. Je řazen do zóny č. 9, což značí, že bez poškození přežije pokles teploty k −1 °C a krátkodobě odolá až −6 °C. Vyhovují mu půdy lehké písčité i těžké jílovité, taktéž na pH půdy není obzvláště náročný, může být zásaditá i kyselá, upřednostňuje však zeminu průběžně vlhkou. Snáší polostín i plné slunce. Jeho druhové jméno ferruginea znamená „rezavě zbarvená“.
Strom vytváří vezikulo-arbuskulární mykorhizu, oboustranně výhodný symbiotický svazek, při níž hyfy spájivých hub vnikají buňkami kůry do kořene. Dřevině houby takto poskytují vodu s rozpuštěnými ionty minerálních látek a zpět odčerpávají organické látky (např. cukry) vyrobené fotosyntézou.
Tyhle dřeviny jsou dlouhověké, původní nejstarší stromy však byla většinou vymýcené. U nejstaršího pokáceného v roce 2019 byl spočítán počet letokruhů na 744, byly ale navzájem zaklíněné a proto mohl být skutečný věk ještě o málo delší. Stromy rostoucí ve zbytcích původních lesů v centru Severního ostrova v oblasti Waihaha mají zjištěné stáří až 550 roků.

## Popis
Prumnopitys je Dvoudomý strom se samčími či samičími šišticemi na rozdílných stromech, které mohou být ve své domovině vysoké až 25 m. Jejich kůra je v mládí hladká a ve stáří rozpukaná do čtyřúhlých destiček. Oboustranně zploštělé, přisedlé listy jsou čárkovité a mají zúženou bázi. Odlišují se postupně s věkem stromů, juvenilní jsou světle zelené nebo hnědočervené, úzce čárkovité, špičaté a bývají dlouhé až 30 mm a široké 2 až 3 mm. U dospělců jsou listy uspořádané v jedné rovině ve dvou protilehlých řadách kolmo k větvím, jsou kratší, dlouhé jen do 15 mm a široké 2 až 3 mm, mají výraznou střední žilku, okraj mírně zahnutý směrem dolů a průduchy pouze na spodní straně. Prumnopitys ferruginea roste v mladším věku poněkud neuspořádaně a lze jej zaměnit za tis červený (Taxus baccata), od kterého se viditelně odlišuje nepřítomnosti řapíků listů.
Samčí šištice jehnědovitého tvaru bývají 5 až 15 mm dlouhé, mají 30 až 40 šupinek, vyrůstají jednotlivě vzpřímeně z paždí listů a při dozrávání pylu se zbarvují žlutě. Samičí šištice jsou obvykle 10 až 15 mm dlouhé, vyrůstají jednotlivě na konci krátkých větviček asi 10 mm dlouhých rostoucích z úžlabí listů, jsou tvořené jednou až dvěma plodnými šupinami s jedním vajíčkem a několik sterilními podpůrnými šupinami. K opylení dochází větrem, který přenáší pyl ze samčích stromů na samičí.
Plod je růžově červená až červená dužnatá peckovice dlouhá až 2 cm, která obsahuje jediné tvrdé, tmavě hnědé semeno (pecku) eliptického tvaru, velké 11 až 17 mm. Dužnatá část plodu je poživatelná, sladká a má pryskyřičnou chuť, voní po terpentýnu. Plody dozrávají za 12 až 18 měsíců po opylení, nejčastěji od listopadu do dubna.

## Rozmnožování
Nejběžnější rozmnožení stromu je semenem, vyklíčení semene s tvrdým endokarpem však trvá i dva roky. Při tomto pohlavním rozmnožování však není předem známo pohlaví vzniklého jedince a tento způsob je vhodný pro produkci většího množství semenáčů, např. při obnově či založení lesa. Stromy mohou být také množené vegetativně, kdy se ze známého exempláře sázejí polovyzrálé řízky s patkou starého dřeva, které se ale hůře ujímají a pomalu rostou.

## Použití
Dřevo stromu je rovné, tvrdé, trvanlivé a pěkně vybarvené. Je využíváno hlavně v interiéru, nejčastěji na výrobu nábytků, různých skříní, soustružených výrobků, na podlahy a méně často pro stavební konstrukce. Původní výsadba v lesích je stále chráněna a vhodného dřeva není na trhu dostatek. Mladá dřevina dobře snáší ořezávání a lze ji v rozlehlejších zahradách od mládí pěstovat jako živý plot.

## Ohrožení
Těžba dřeva a kácení lesů pro rozšíření zemědělské půdy způsobily pokles počtu vzrostlých stromů. Tyto původní, přírodě nepříznivé aktivity již skončily, zbývající populace jsou chráněné a vykácené lesy jsou nahrazované novými.
Prumnopitys ferruginea se na Novém Zélandu v současnosti již vyskytuje poměrně hojně a jeho populační vývoj je následkem ochranářských opatření, spočívajících hlavně v omezení kácení a ve výsadbě nových stromů, stoupající. Na základě tohoto zjištění je druh IUCN považován za málo dotčený druh (LC).